# Michael Fassbender
Michael Fassbender (n. 2 aprilie 1977) este un actor germano-irlandez. care joacă în blockbustere și filme independente. 
A fost nominalizat la Premiile Oscar, BAFTA, Globul de Aur și SAG pentru rolul lui Steve Jobs din filmul cu același nume.

## Filmografie selectivă
- 300 (2007), în rolul lui Stelios
- Hunger (2008)
- Blood Creek (2009)
- Fish Tank (2009)
- Inglourious Basterds (2009), în rolul locotenentului Archie Hicox
- Centurion (2010)
- Jonah Hex (2010), în rolul lui Burke
- Jane Eyre (2011)
- X-Men: Cei dintâi (2011), în rolul lui Erik Lehnsherr / Magneto
- A Dangerous Method (2011)
- Shame (2011)
- Haywire (2012)
- Prometheus (2012), în rolul androidului David 8
- 12 Years a Slave (2013), în rolul lui Edwin Epps
- The Counselor (2013)
- Frank (2014)
- X-Men: Days of Future Past (2014), în rolul lui Erik Lehnsherr / Magneto (cel tânăr)
- Slow West (2015)
- Macbeth (2015)
- Steve Jobs (2015), în rolul lui Steve Jobs
- Trespass Against Us (2016)
- The Light Between Oceans (2016)
- X-Men: Apocalypse (2016), în rolul lui Erik Lehnsherr / Magneto / Henryk Gurszky
- Assassin's Creed (2016), în rolul lui Callum Lynch și Aguilar de Nerha
- Weightless (2016)
- The Snowman (2017), în rolul lui Harry Hole
- Alien: Covenant (2017), în rolul androizilor David 8 și Walter One